# Скумбрієподібні
Скумбрієподі́бні (Scombriformes) — ряд кісткових риб, що раніше розглядалися як підряди Scombroidei і Stromateoidei у складі окунеподібних (Perciformes). Починаючи із 2016 р. розглядаються як окремий ряд, але за деякими даними входять до більшої клади Pelagiaria.

## Родини
Містить такі родини:
- Ряд Scombriformes
  - Підряд Скумбрієвидні (Scombroidei)
    - Родина Gempylidae
    - Родина Волосохвостові (Trichiuridae)
      - Підродина Aphanopodinae
      - Підродина Lepidopodinae
      - Підродина Trichiurinae

    - Родина Скумбрієві (Scombridae)
      - Підродина Gasterochismatinae
      - Підродина Scombrinae

  - Підряд Строматеєвидні (Stromateoidei)
    - Родина Amarsipidae
    - Родина Centrolophidae
    - Родина Nomeidae
    - Родина Ariommatidae
    - Родина Tetragonuridae
    - Родина Stromateidae